# Gypona gibbiceps
Gypona gibbiceps är en insektsart som beskrevs av Spångberg 1878. Gypona gibbiceps ingår i släktet Gypona och familjen dvärgstritar. Inga underarter finns listade i Catalogue of Life.